# Las Venus de Arruf
La serie de esculturas Venus es una obra de Mustafa Arruf que se encuentra expuesta en el Paseo Marítimo Francisco Mir Berlanga, en Melilla, España.

## Autor
Mustafa Arruf, uno de los escultores más relevante de los siglos XX y XXI, nacido en 1958, es autor de una obra vanguardista, de fuerte contraste y gran belleza plástica. De su iconografía, de gran peso y atractivo visual —con elementos espontáneos, exagerados y al mismo tiempo sencillos y contenidos− destacan, entre otras obras, Torso arqueado de mujer desnuda, Encuentros, Homenaje a Fernando Arrabal, Monumento a Antonio César Jiménez y las Venus (serie de esculturas femeninas con un gran simbolismo antropológico cultural).

## La obra
Las Venus, de Mustafa Arruf, constituyen un conjunto de obras de carácter expresionista-figurativo, creadas especialmente con la finalidad de ser expuestas como escultura pública y urbana.
La serie está formada por un número indeterminado de piezas (algunas de ellas aún por catalogar) realizadas a lo largo de varias décadas, fechadas entre el año 2002, la más antigua, y 2017, la más reciente.
Forman parte del patrimonio artístico de la ciudad de Melilla y fueron promovidas por la Consejería de Obras Públicas de Melilla, que en el año 2002 había resuelto destinar el uno por ciento del presupuesto en cultura para embellecimiento de la ciudad.
En algunas de ellas elimina las formas geométricas muy intensas para contextualizar la obra en un ambiente de sol y de playa como es el Paseo Marítimo de la ciudad de Melilla, donde iban a ubicarse. Simbolizan la belleza y la fuerza femenina:« ... para mí son un homenaje a la mujer, a la fuerza interior, espiritual de la mujer, que no se para ante nada cuando dice aquí estoy yo. Un reflejo de esa fuerza interior, del arrojo y la valentía femenina, combinada con la recreación de la belleza del cuerpo femenino».
Las diez esculturas fueron modeladas en poliestireno expandido, recubierto de cera plástica; el vaciado se hizo en silicona con revestimiento cerámico, y la fundición, en bronce a la cera perdida.
Las esculturas fueron retiradas en el año 2017, y se instalaron en su lugar originario, descubriéndose de nuevo al público, el día 1 de junio de 2018, tras haberse añadido un patinado verde imitando la oxidación natural del bronce y para contribuir también a su preservación. La restauración fue realizada por la fábrica granadina Moliné Segovia SL.

## Las Venus de Arruf
En 2001, Mustafa Arruf obtuvo de la administración de la Ciudad Autónoma de Melilla, el encargo de diez esculturas de mujer, para ser expuestas de modo permanente en el Paseo Marítimo, uno de los lugares más frecuentados por los ciudadanos durante todo el año. Desde el punto de vista artístico, el conjunto de esculturas presenta unas características estéticas comunes: inconclusión, proporciones en los márgenes de los cánones clásico y moderno, profusión de curvas, hipérboles sorprendentes, perspectiva múltiple e intersección de volúmenes. Una combinación con la que Arruf construye un aparente universo de ficción para representar a la mujer como símbolo de vida, belleza y firmeza.
En esta serie, Arruf nos trasmite su concepción de la mujer y revela rasgos y virtudes de ésta que clásicamente, en la ética aristotélica o estoica, se había atribuido a los hombres: 

«...la moderación, la perseverancia, el dominio de sí mismo y la fortaleza de ánimo (el coraje o valentía en griego era andreia, es decir hombría) son, pese a los tópicos culturales firmemente arraigados, rasgos idiosincrásicos de la ética femenina.»

En las esculturas se mezclan tres grandes estilos (cubismo, expresionismo y surrealismo), que se combinan incluso con otros elementos que siempre fueron considerados propios del ámbito de otras disciplinas plásticas.
Cuerpo de Mujer
Adscripción cronológica: 2002
Materia: Bronce

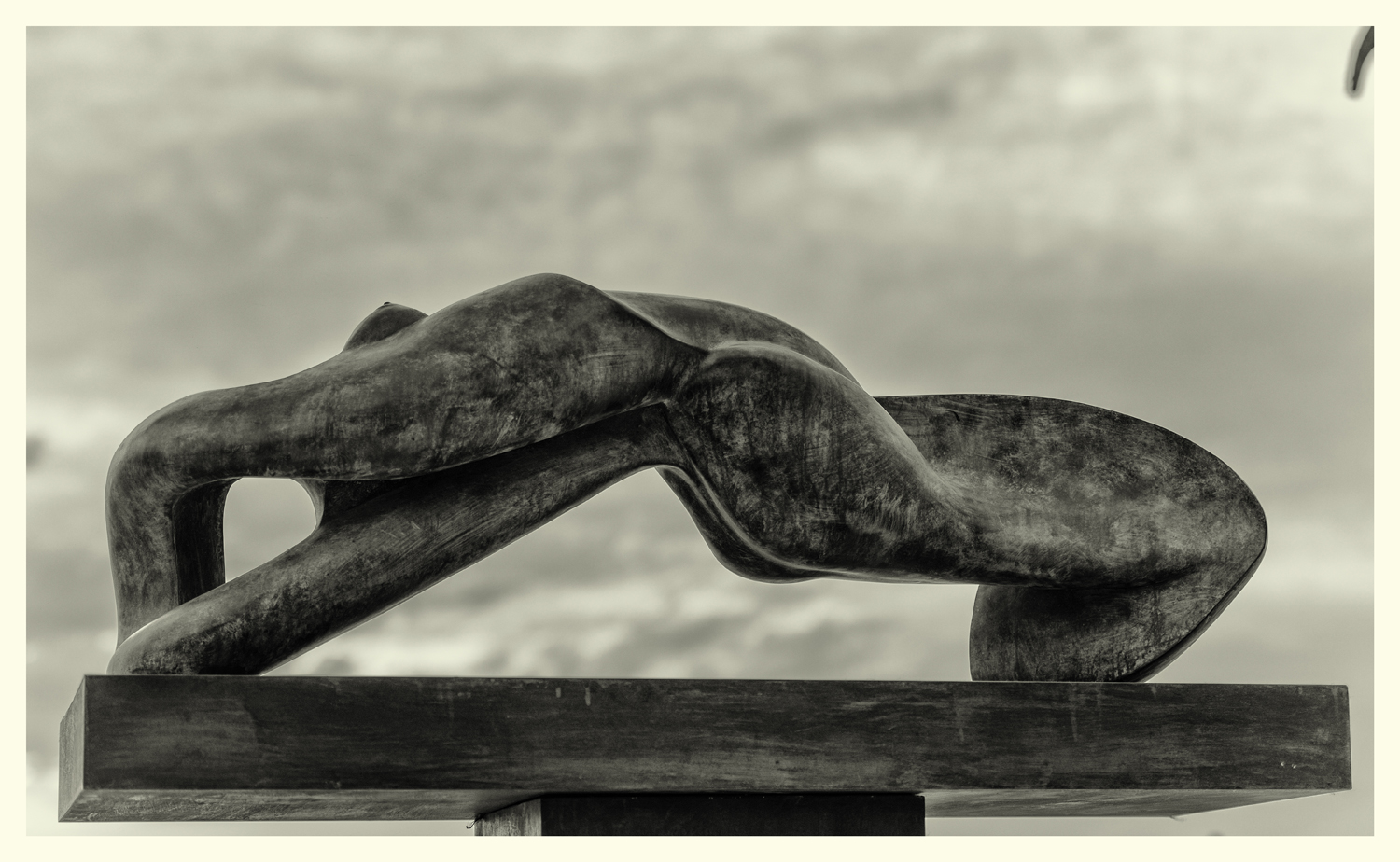
Cuerpo de mujer

Dimensiones: Alt. 42 cm ; Anch. 112 cm ; P. 35 cm
Ref. CAML-288
Localización: Paseo Marítimo Mir Berlanga (Melilla) 
Fundición realizada por la fábrica MAGISA en 2002, promovida por la Ciudad Autónoma de Melilla.
En el Catálogo de monumentos y placas de la Ciudad de Melilla esta Venus aparece con el título de Cuerpo de mujer. Tanto las formas, como la pose de esta figura enigmática, revelan implícita y explícitamente la influencia de las obras de Rodin, en particular el famoso Torso de Adèle que sirvió de base tanto para la figura situada en el ángulo superior izquierdo de La Porte de l’Enfer (La Puerta del Infierno) como para el personaje femenino de L’Éternel Printemps (La Eterna Primavera). 

Mujer
Adscripción cronológica: 2002
Materia: Bronce
Dimensiones: Alt. 96 cm ; Anch. 37 cm
Ref. CAML-0280
Fundición realizada por la fábrica MAGISA en 2002, promovida por la Ciudad Autónoma de Melilla.
Una de las Venus más emblemática de Arruf y de las que el autor nos ha dejado más testimonios de su trabajo. El autor recurre a formas sinuosas y elegantes, aunque algunas de ellas amenazadoras por ser agudas. 
La Venus de Arruf aquí se nos muestra de pie, con el tronco ladeado e inclinado hacia adelante y la cabeza y la mirada vueltas hacia la derecha; las piernas cruzadas a la altura de los tobillos y el inicio de la canilla de la pierna izquierda, que queda ligeramente retrasada.
Esta escultura, como el resto de la serie, presenta cortes muy fuertes, con profusión de curvas. El autor desarrolla una escultura vanguardista con elementos que contrastan pero con mucha cohesión y sensibilidad.

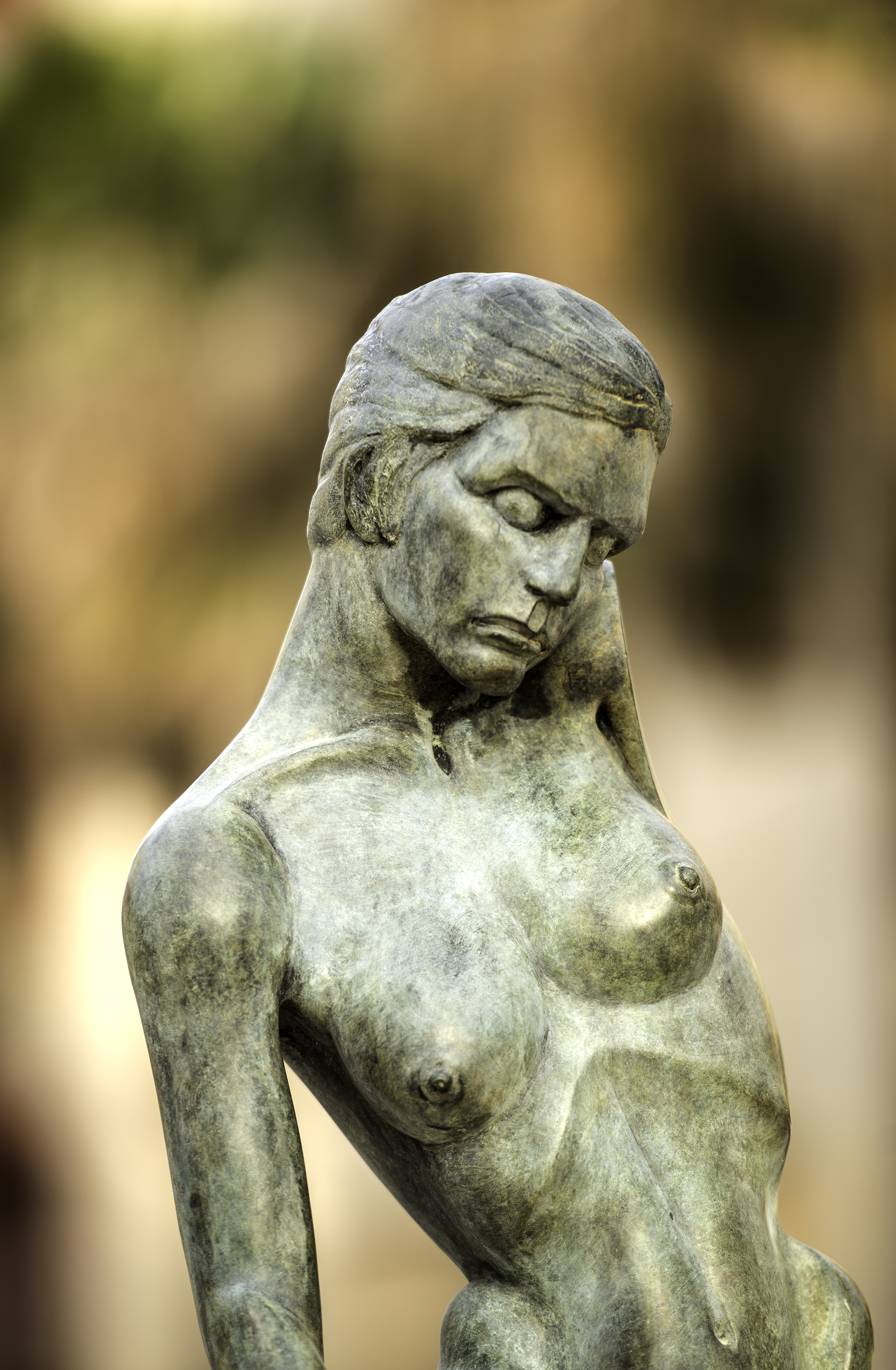
Mujer
Adscripción cronológica: 2002
Materia: Bronce
Dimensiones: Alt. 98 cm ; Anch. 29 cm ; P. 16 cm
Ref. CAML-0279
Fundición realizada por la fábrica MAGISA en 2002, promovida por la Ciudad Autónoma de Melilla.
Escultura de bulto redondo trabajada en todas sus caras. La figura femenina presenta un tipo constitucional asténico o leptosomático: cuerpo delgado, huesudo, hombros estrechos, escaso perímetro torácico, piernas y manos finas. Comparte características de estilo con otras esculturas de la serie como hipérboles, inconclusión y perspectiva múltiple, pero aquí la postura y el rostro son la clave del carácter y la expresión de la actitud.
El rostro parece reflejar una expresión de tristeza: cejas elevadas hacia el interior, comisuras de los labios ligeramente deprimidas, barbilla elevada y ojos cerrados. 

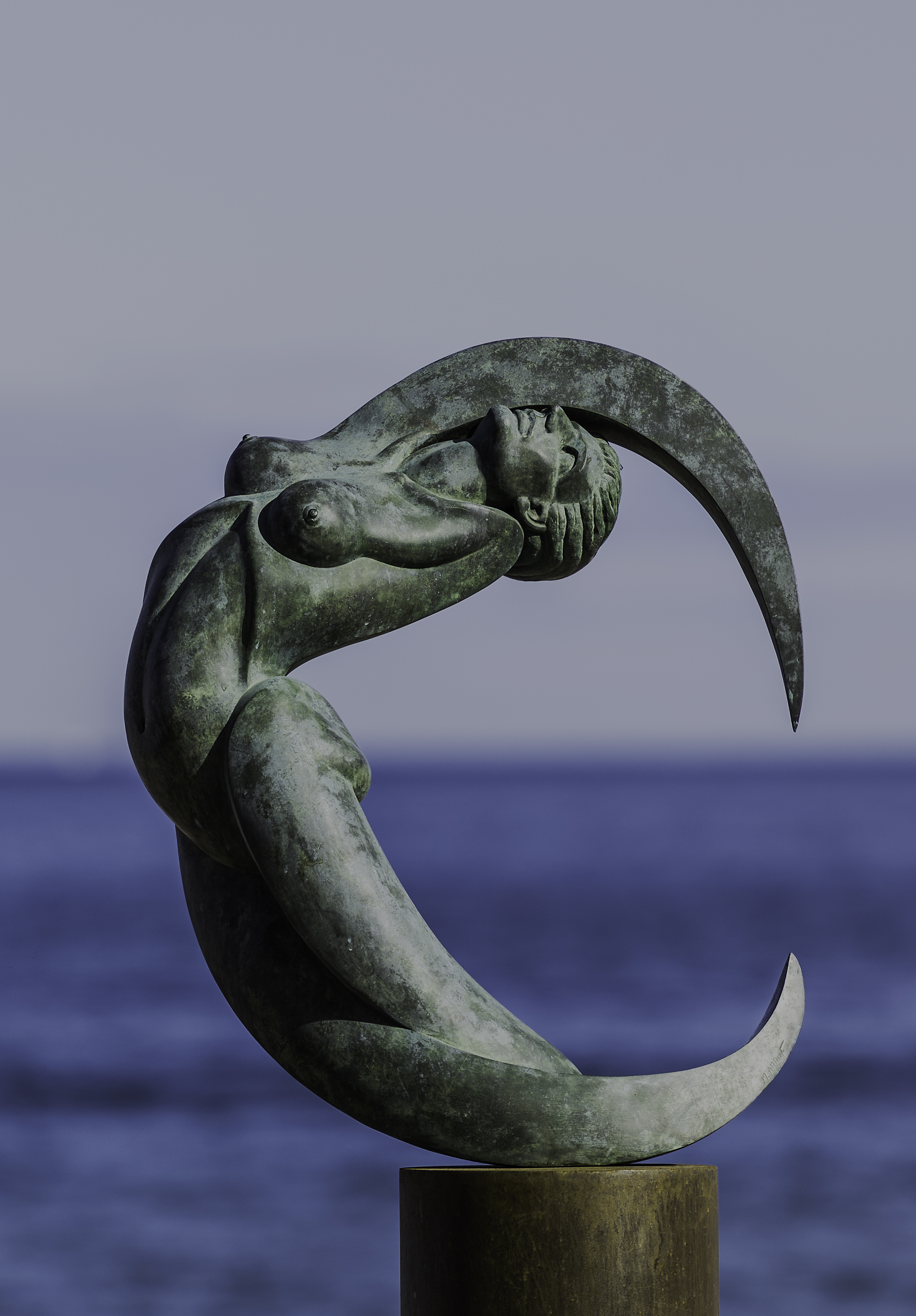
Mujer
Adscripción cronológica: 2002
Materia: Bronce
Dimensiones: Alt. 91 cm ; Anch. 74 cm ; P. 30 cm
Ref. CAML-0283
Fundición realizada por la fábrica MAGISA en 2002, promovida por la Ciudad Autónoma de Melilla.
La obra tiene una estructura compositiva cuasi circular, gobernada por la ley gestáltica de cierre. El brazo y la pierna derechos se direccionan para sugerir una forma con un contorno anular de dos caras, que crea un espacio positivo y negativo, dentro y fuera del mismo, que se corresponden con el dorso y torso de la figura, respectivamente.
El impacto y la sorpresa visual se producen tanto por el contenido (deformaciones anatómicas) como por lo inesperado de encontrar angulaciones en las formas circulares (que tienen connotaciones asociadas a la calidez y seguridad, atributos que percibimos como no desafiantes).
Es una escultura simbólica. Desde un punto de vista iconológico representa a la mujer como ser divino y terrenal. Esta Venus mira y señala al cielo pero indica, al mismo tiempo, el suelo con su único brazo. Como una variante, repetición o simetría de la dualidad filosófica expresada por Rafael en La escuela de Atenas a través de las figuras de Platón y Aristóteles.  

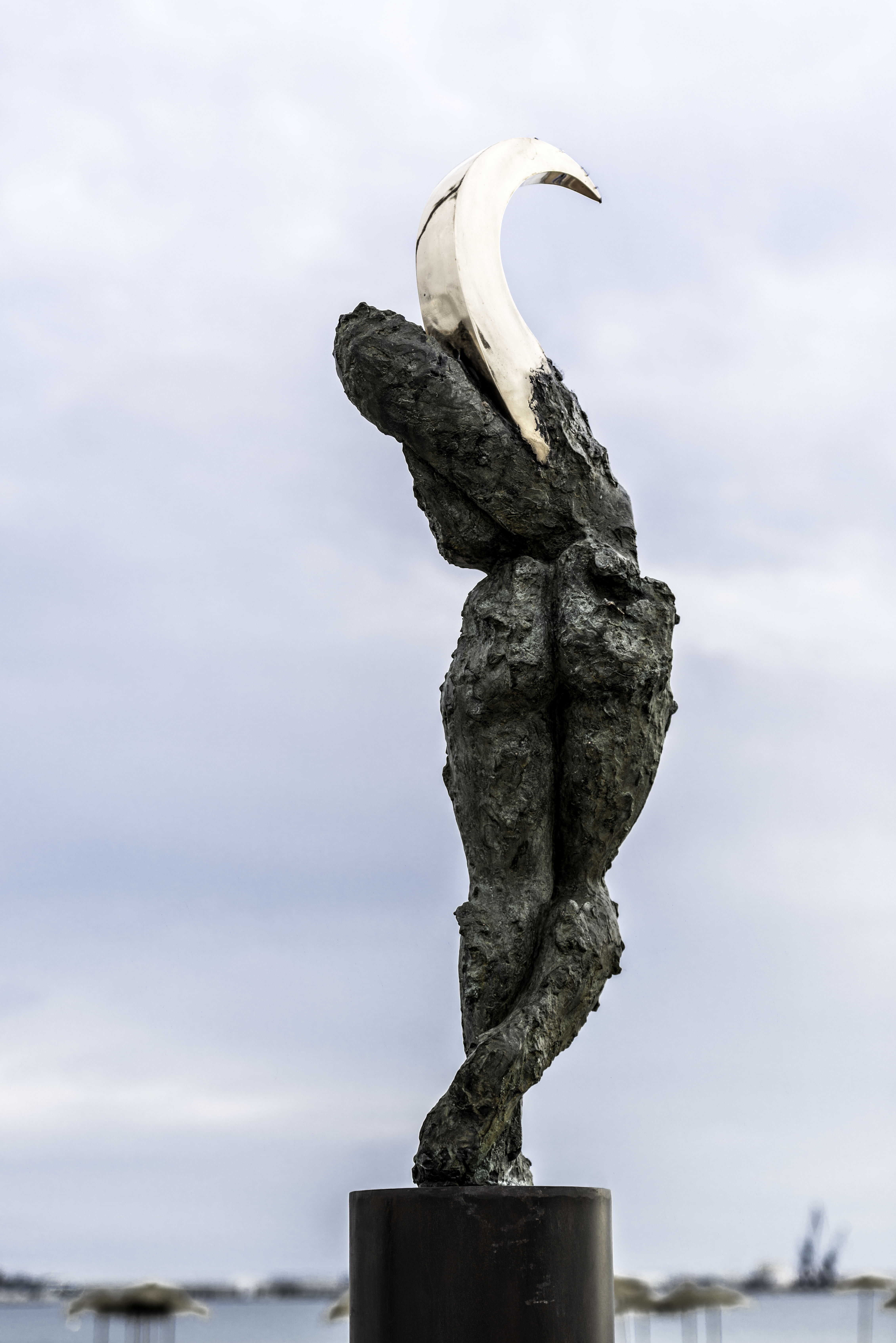
Desnudo de mujer
Adscripción cronológica: 2002
Materia: Bronce
Dimensiones: Alt. 150 cm ; Anch. 50 cm ; P. 50 cm
Ref. CAML-0284
Localización: Paseo Marítimo Mir Berlanga (Melilla)
Fundición realizada por la fábrica MAGISA en 2002, promovida por la Ciudad Autónoma de Melilla.
Escultura de bulto redondo trabajada en todas sus caras. Es una escultura vanguardista en formas y contenido basada en la idea de contraste. El contraste entre la luz y la oscuridad (claroscuro), entre formas (curvas y angulosas) y texturas (suaves, rugosas), sensaciones y conceptos. Mustafa Arruf modela una figura que, como L'Homme qui marche, de Alberto Giacometti, viste una piel rugosa, de lava volcánica. Irreal, impenetrable e inquietante, Desnudo de mujer no posee ningún rasgo personalizado. Carece de rostro y, por tanto, de identidad, lo que realza el carácter universal del mismo, provocando en el espectador un intrigante asombro.
En esta escultura se advierte a primera vista que hay elementos inusuales que llevan al observador a examinarla con gran cuidado: La extrañeza requiere una mirada de interés, la búsqueda de un orden que invita a mirar la obra con pausa y detenimiento.

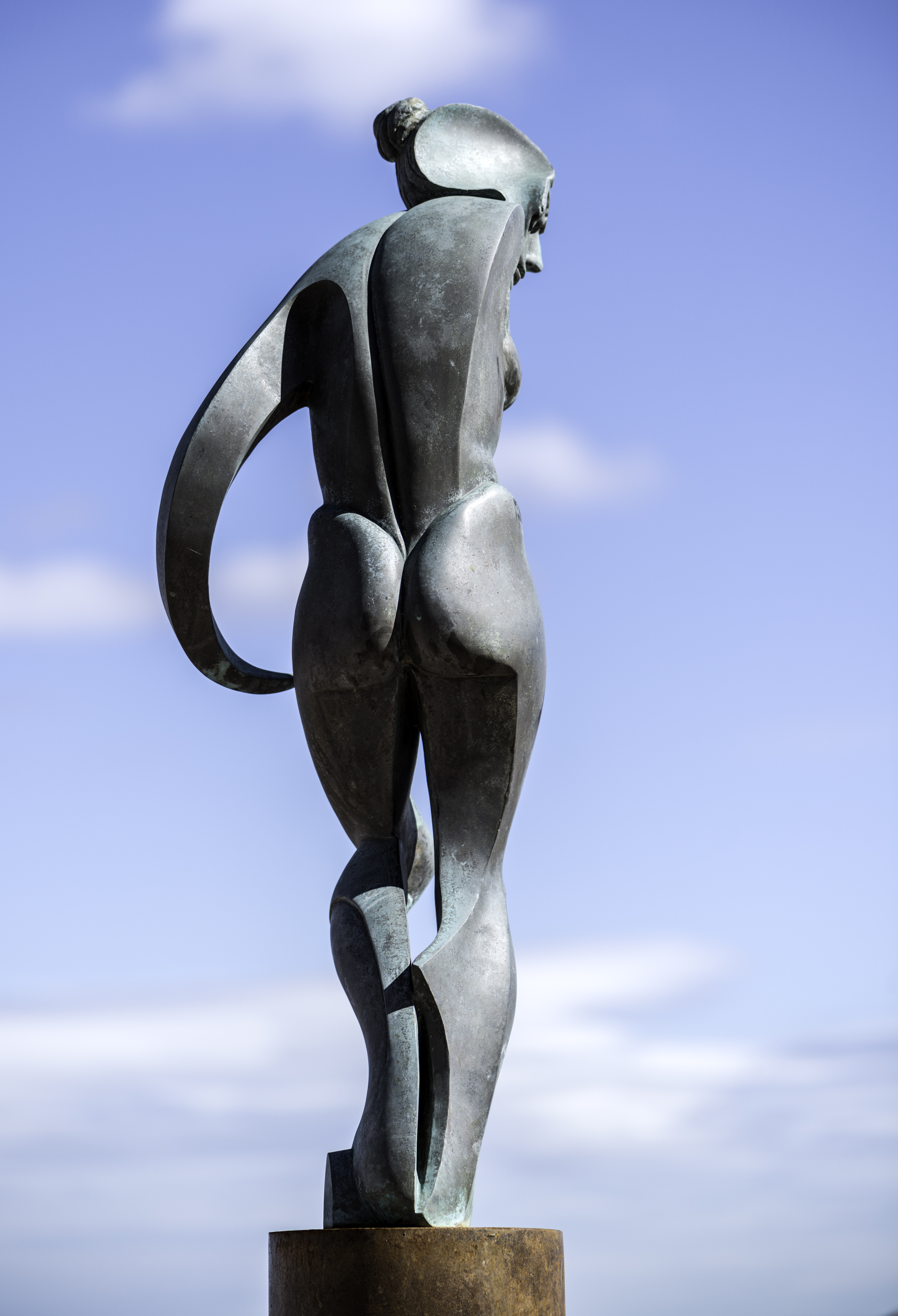
Mujer
Adscripción cronológica: 2002
Materia: Bronce
Dimensiones: Alt. 90 cm ; Anch. 32 cm ; P. 27 cm
Ref. CAML-0284
Localización: Paseo Marítimo Mir Berlanga (Melilla)
Fundición realizada por la fábrica MAGISA en 2002, promovida por la Ciudad Autónoma de Melilla.
Fusiona formalmente elementos de la plástica clásica y helenística —presentes, respectivamente, en el rostro casi inexpresivo y la torsión que rompe la frontalidad y, por tanto, la simetría— con la estética de lo inacabado (fragmentación consciente) iniciada en el Renacimiento y componentes vanguardistas como las hipérboles —el medio cuarto de luna, omnipresente en la obra de Mustafa Arruf— y la perspectiva múltiple. La figura transmite una sensación de armonía disonante, no exenta de simbolismo
Mujer
Adscripción cronológica: 2002
Materia: Bronce
Dimensiones: Alt.  cm ; Anch.  cm ; P.  cm
Ref. CAML-0281
Localización: Paseo Marítimo Mir Berlanga (Melilla)
Fundición realizada por la fábrica MAGISA en 2002, promovida por la Ciudad Autónoma de Melilla.
Arruf, aquí, como en la mayoría de las esculturas de la serie, recurre a la fragmentación o el non finito, usado por tantos artistas como Miguel Ángel o Leonardo en el Renacimiento, aunque con más frecuencia durante el Barroco, el Romanticismo y estilos posteriores. El inacabado intencional junto a otros factores compositivos (contraste, desequilibrio, formas agudas, elementos exagerados, etc.) confieren a esta obra un rasgo vanguardista.
Un medio de expresión consciente que tiene su fundamento en la composición, que parece obligar al ojo a recorrer la figura de abajo arriba (lo contrario al patrón de exploración habitual), debido al peso visual del elemento inusual que sustituye los pies; con un flujo perceptivo que sigue una línea curva que nos lleva al rostro de la misma y a proseguir la dirección de su mirada. La escultura Mujer fue robada, en extrañas circunstancias, en diciembre del 2011, sin que fuera recuperada.

Mujer
Adscripción cronológica: 2002
Materia: Bronce
Dimensiones: Alt. 84 cm ; Anch. 58 cm
Ref. CAML-0285
Localización: Paseo Marítimo Mir Berlanga (Melilla)
Fundición realizada por la fábrica MAGISA en 2002, promovida por la Ciudad Autónoma de Melilla.
La composición de la Venus sonámbula aparentemente parece responder a una formulación surrealista. El sentido de la obra aparenta ser confuso, incomprensible, incluso absurdo. Sus formas y contenido parecen contradecir todas nuestras nociones de realidad excepto la realidad onírica, que también es existencia verdadera y efectiva, en tanto que es percibida en la experiencia.

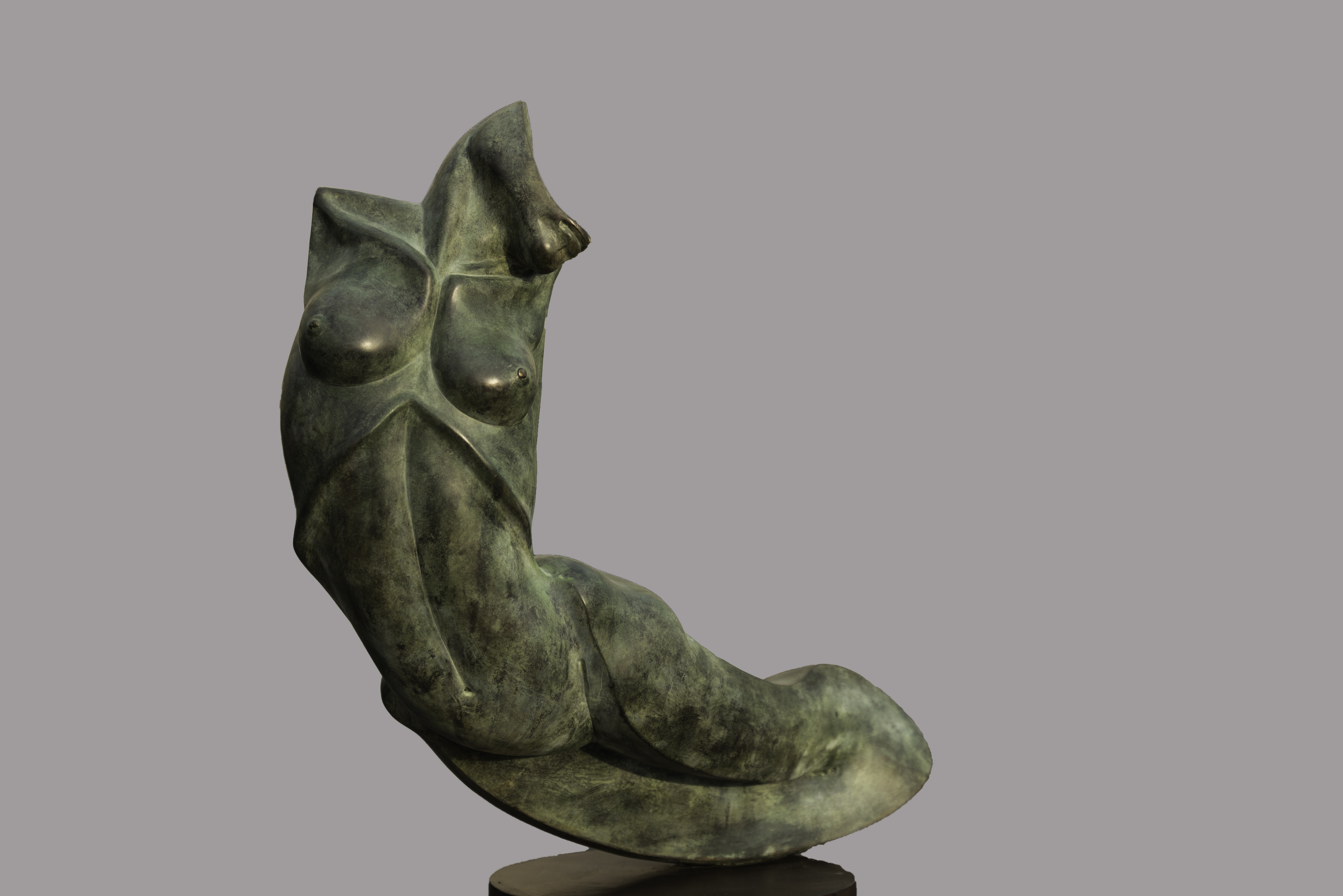
Cuerpo de mujer
Adscripción cronológica: 2002
Materia: Bronce
Dimensiones: Alt. 84 cm ; Anch. 90 cm ; P. 26 cm
Ref. CAML-0286
Localización: Paseo Marítimo Mir Berlanga (Melilla)
Fundición realizada por la fábrica MAGISA en 2002, promovida por la Ciudad Autónoma de Melilla.
Cuerpo de mujer presenta un patrón de belleza basado en las reglas y modelos, que rigen las proporciones de la figura humana, clásicas y modernas: cuerpo flexible y vigoroso; hombros estrechos; caderas redondeadas; vientre plano; senos pequeños, firmes y torneados. 
Recurre a las proporciones ideales a través de la escala y al contrate a través de la fragmentación: eliminación de centros de interés naturales, como brazos (y, por tanto, manos) y pies, en aras a la composición, y otros, como los ojos, pues tienen gran atractivo visual en el espectador pero requieren una composición basada en el color, no tanto en el volumen y la forma. 

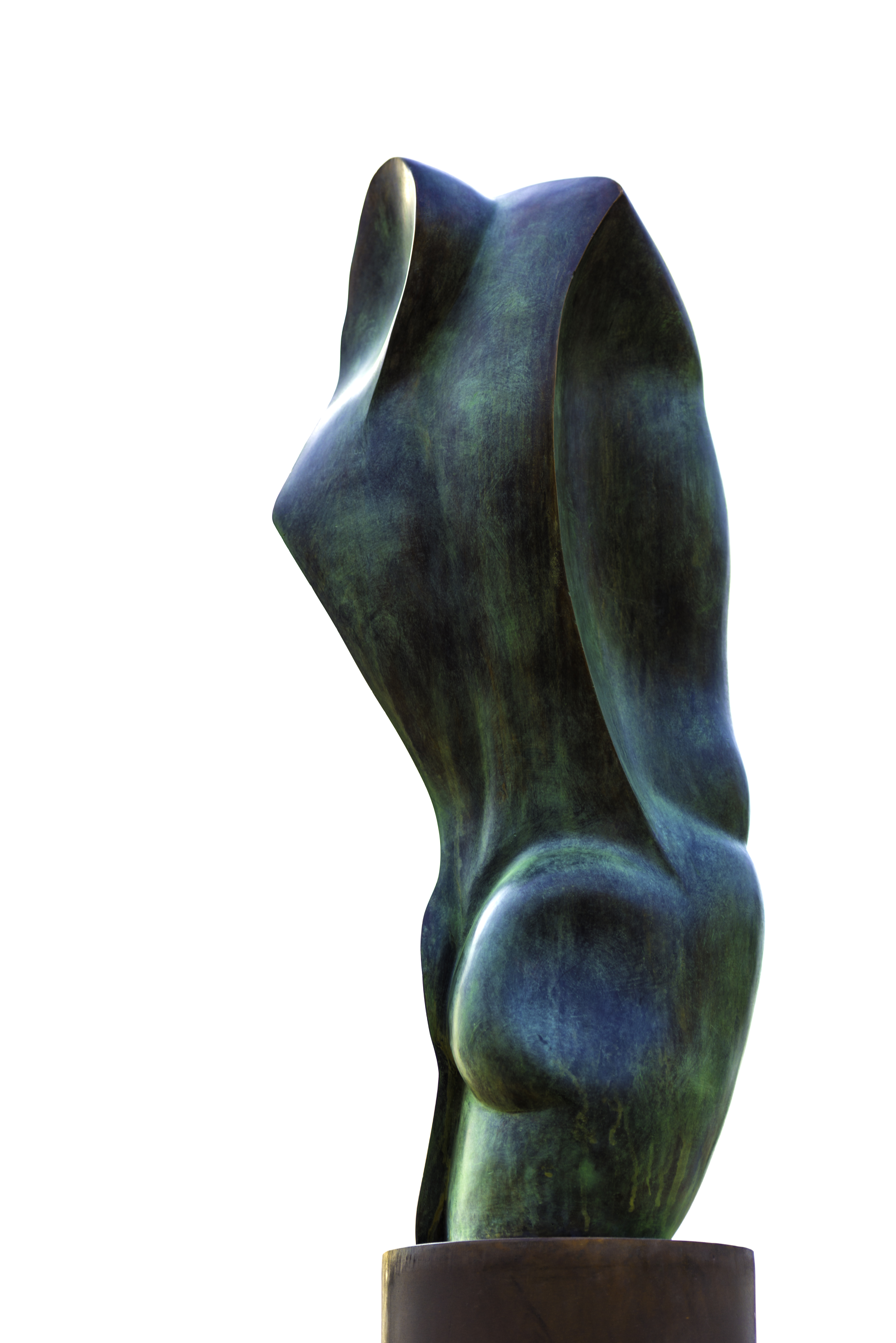
Torso de mujer
Adscripción cronológica: 2002
Materia: Bronce
Dimensiones: Alt. 77 cm ; Anch. 33 cm ; P. 21 cm
Ref. CAML-0287
Localización: Paseo Marítimo Mir Berlanga (Melilla)
Fundición realizada por la fábrica MAGISA en 2002, promovida por la Ciudad Autónoma de Melilla.
Escultura de bulto redondo trabajada en todas sus caras. Es un torso desnudo de mujer, aunque morfológicamente asexual. Su pose, ligeramente torcida, y su constitución física musculada denotan, respectivamente, dinamismo y tensión. En el año 2009 sufrió un acto vandálico (la parte anterior de la obra fue pintada de color naranja) y tuvo que ser restaurada en días posteriores por el propio autor.